# Zlaté Klasy
Zlaté Klasy es un municipio del distrito de Dunajská Streda en la región de Trnava, Eslovaquia, con una población estimada a final del año 2024 de 3542 habitantes.
Se encuentra ubicado al sur de la región, cerca de los ríos Danubio y Váh, y de la frontera con Hungría y la región de Bratislava.

## Demografía
| Año        | 1994 | 2004     | 2014    | 2024    |
| ---------- | ---- | -------- | ------- | ------- |
| Población  | 3164 | 3604     | 3584    | 3542    |
| Diferencia |      | +13,90 % | −0,55 % | −1,17 % |

| Año        | 2023 | 2024    |
| ---------- | ---- | ------- |
| Población  | 3570 | 3542    |
| Diferencia |      | −0,78 % |